# 中津大神宮
中津大神宮（なかつだいじんぐう）・中津神社（なかつじんじゃ）は、大分県中津市二ノ丁にある神社。旧社格は郷社。

## 祭神
中津大神宮
- 天照大御神（あまてらすおおみかみ）
- 豊受大御神（とようけのおおみかみ）
- 倭姫命（やまとひめのみこと）
- 天宇豆売命（あめのうずめのみこと）

中津神社
- 素盞鳴尊（すさのお）
- 応神天皇
- 仁徳天皇

ほか13柱

## 歴史

### 明治維新期の中津城

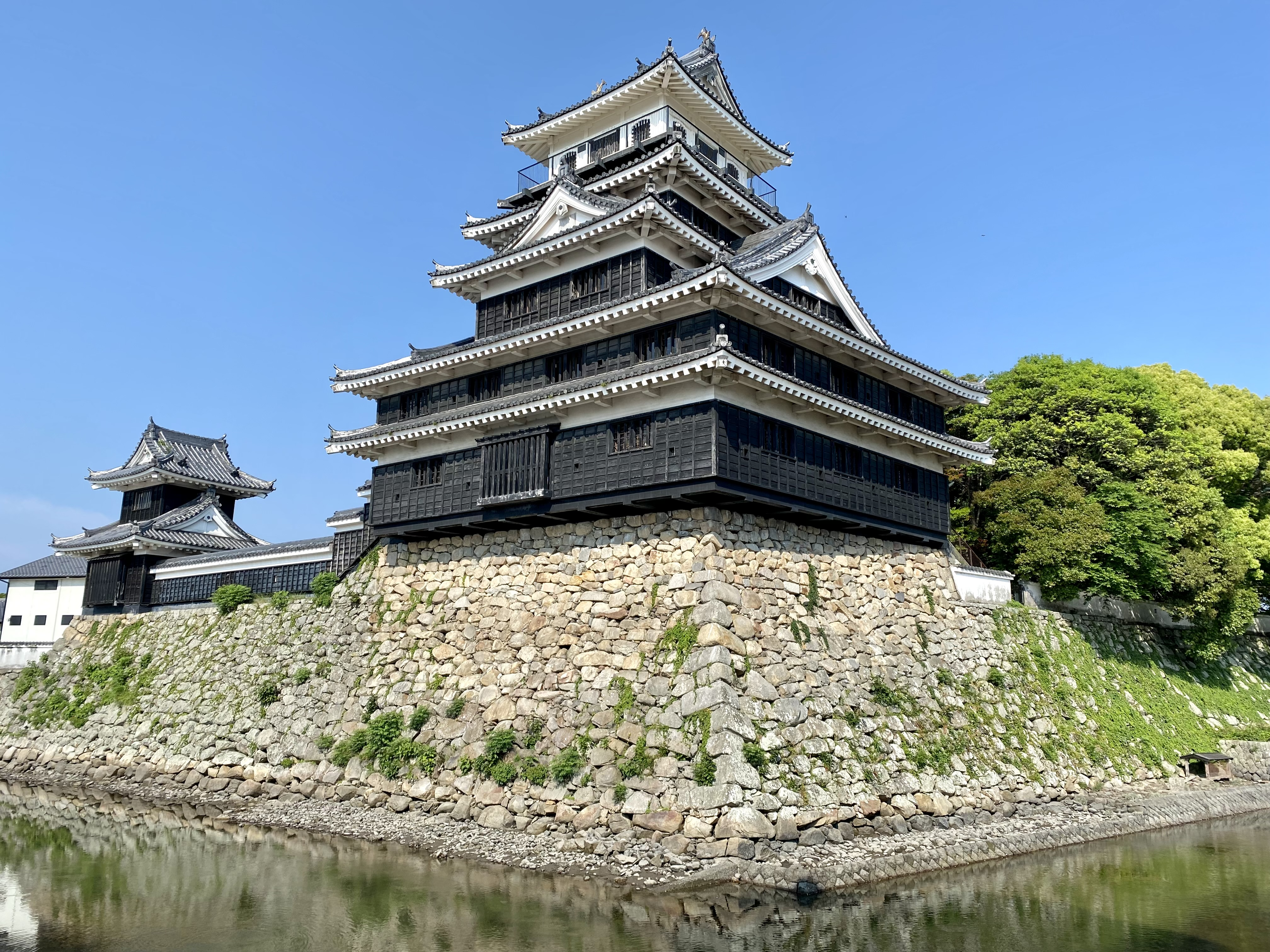
中津城の模擬天守

文久3年（1863年）8月、中津城本丸南側に松の御殿が建てられ、中津藩江戸藩邸から戻った姫君らが居住した。1871年（明治4年）7月の廃藩置県後、松の御殿は小倉県中津市庁舎や大分県中津支庁舎として使用された。
1877年（明治10年）1月29日に西南戦争が勃発すると、同年3月31日には西郷軍（薩摩郡）に呼応した旧中津藩士の不平士族が中津隊として隆起し、中津隊は松の御殿を襲撃して焼失させた。

### 中津大神宮と中津神社の創建

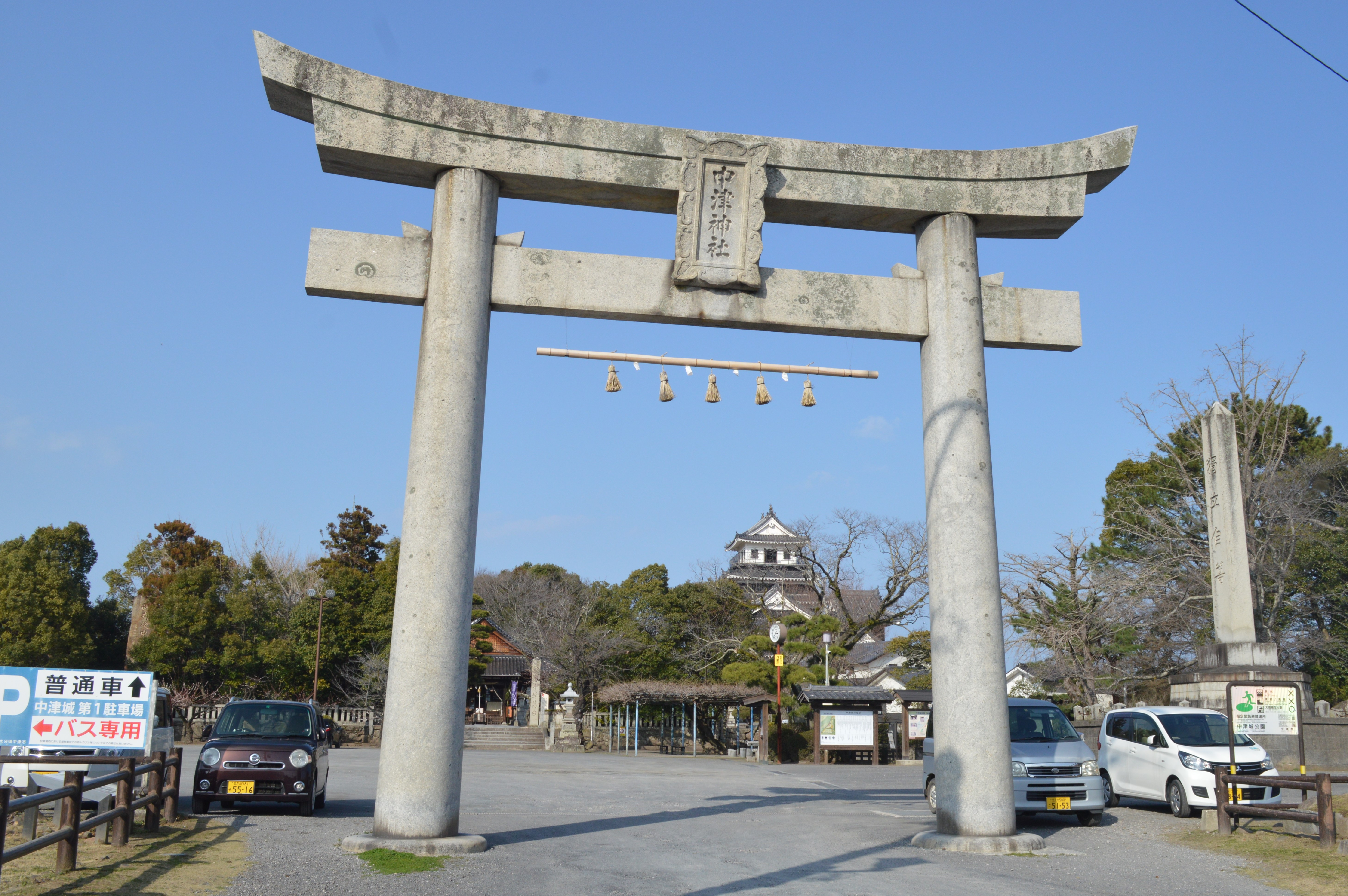
中津神社の鳥居

1881年（明治14年）には中津城址に神宮豊前教会が創建され、1883年（明治16年）3月には松の御殿跡地に中津神社が創建された。
神宮豊前教会は伊勢神宮の分霊を奉迎鎮祭した神社であり、創建当初は豊前地域（企救郡・田川郡・京都郡・仲津郡・築城郡・上毛郡・下毛郡・宇佐郡）の参詣者に伊勢神宮の神宮大麻（神札）と神宮暦を頒布していた。その後、神宮教や神宮奉斎会という名称だった時期を経て、戦後の1946年（昭和21年）に中津大神宮に改称された。
中津神社は新魚町の六所神社、片端町の丸山神社（義氏社）、御小屋の稲荷神社、諸町の蛭子神社、八幡大江神社の分霊を合祀した神社である。

## 境内

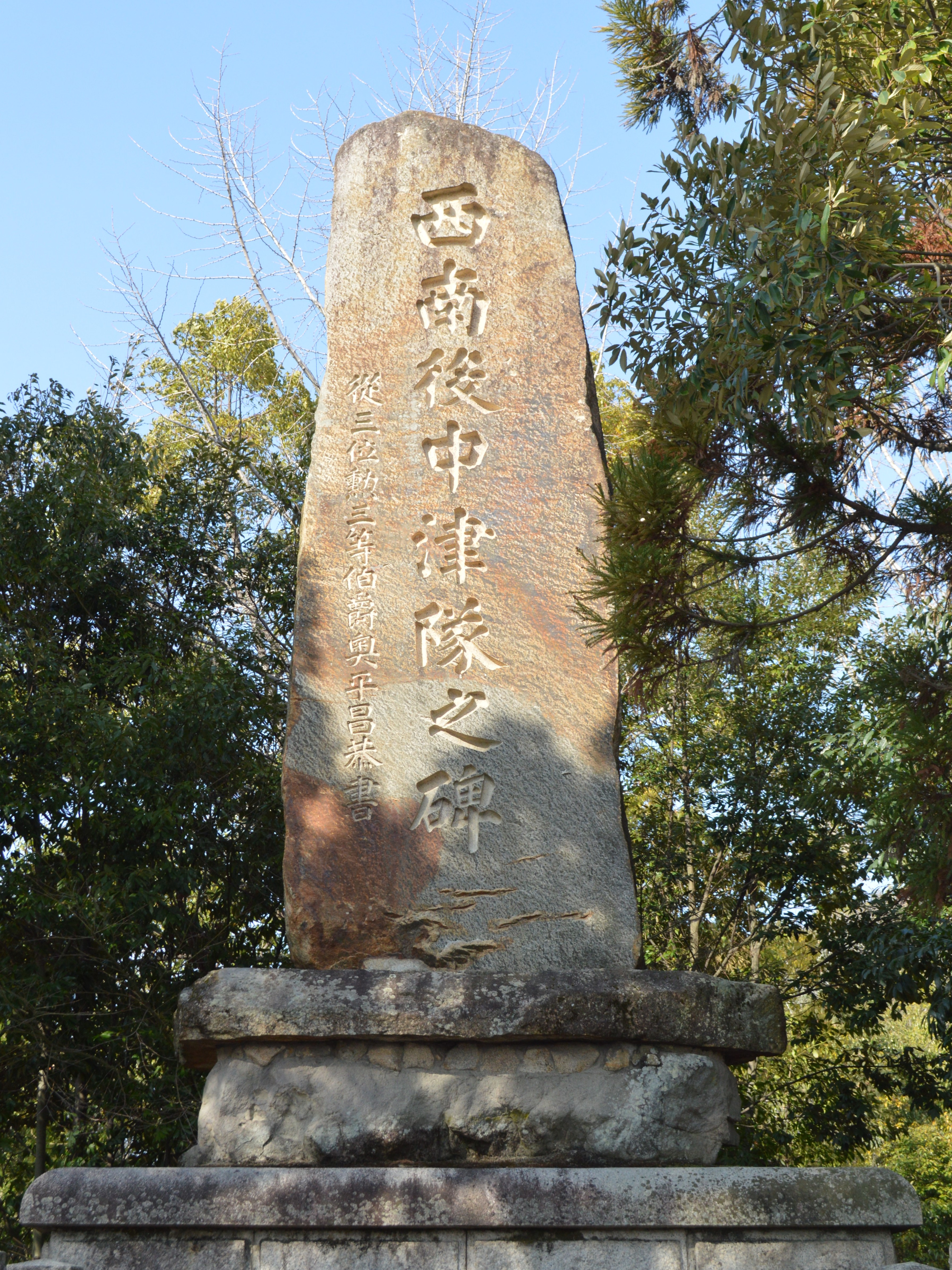
「西南役中津隊之碑」

- 「西南役中津隊之碑」[5] - 西南戦争の際に蜂起した中津隊の碑。
- 「中津隊百年祭記念碑」[5]
- 「恭事神明碑」[5]
- 「御即位奉祝記念碑」[5]
- 「日露記念砲弾碑」[5]
- 「松尾芭蕉句碑」[5]
- 城井神社（きいじんじゃ） - 黒田長政によって中津城で謀殺された城井谷城主の城井鎮房（宇都宮鎮房）を祀っている[5]。
- 扇城神社（せんじょうじんじゃ） - 城井鎮房の従臣45柱を祀っている[5]。
- 金刀比羅宮 - 海上安全の神を祀っている[5]。

## 祭礼
毎年7月下旬には中津祇園が開催され、神輿と祇園車（山車）の巡行が行われる。闇無濱神社摂社の八坂神社を中心として行われる下祇園、中津神社を中心として行われる上祇園の両者を合わせて中津祇園と呼称され、最古の記録は永享2年（1430年）に遡る。中津祇園は「豊前三大祭」や「大分県三大祇園祭」のひとつに数えられている。1962年（昭和37年）2月27日に大分県の選択無形民俗文化財に選択された。その後の2004年（平成16年）には「中津祇園」として大分県指定無形民俗文化財に指定された。